# Siphamia fistulosa
Siphamia fistulosa är en fiskart som först beskrevs av Weber, 1909.  Siphamia fistulosa ingår i släktet Siphamia och familjen Apogonidae. Inga underarter finns listade i Catalogue of Life.